# Cantone di Châteaubriant
Il Cantone di Châteaubriant è una divisione amministrativa dell'arrondissement di Châteaubriant.
A seguito della riforma approvata con decreto del 25 febbraio 2014, che ha avuto attuazione dopo le elezioni dipartimentali del 2015, è passato da 4 a 19 comuni.

## Composizione
I 4 comuni facenti parte prima della riforma del 2014 erano:
- Châteaubriant
- Ruffigné
- Saint-Aubin-des-Châteaux
- Soudan

Dal 2015 i comuni appartenenti al cantone sono i seguenti 19:
- La Chapelle-Glain
- Châteaubriant
- Erbray
- Fercé
- Grand-Auverné
- Issé
- Juigné-des-Moutiers
- Louisfert
- La Meilleraye-de-Bretagne
- Moisdon-la-Rivière
- Noyal-sur-Brutz
- Petit-Auverné
- Rougé
- Ruffigné
- Saint-Aubin-des-Châteaux
- Saint-Julien-de-Vouvantes
- Soudan
- Soulvache
- Villepot